# Chiyoda-Linie
| Chiyoda-Linie                              | Chiyoda-Linie     |
| ------------------------------------------ | ----------------- |
| Zug der Reihe 16000 auf der Chiyoda-Linie. |                   |
|                                            |                   |
| Streckenlänge:                             | 24,0 km           |
| Spurweite:                                 | 1067 mm (Kapspur) |
| Stromsystem:                               | 1500 V =          |
| Streckengeschwindigkeit:                   | 80 km/h           |
|                                            |                   |

Die Chiyoda-Linie (jap. 千代田線, Chiyoda-sen) ist eine Metrolinie in Tokio, Japan, welche von der Tōkyō Metro verwaltet wird. Auf Karten erscheint sie in dunkelgrün . Die Haltestellen an der Chiyoda-Linie tragen den Buchstaben C gefolgt von einer Zahl. In Planungen besitzt die Linie die Nummer 9.
Die 21,9 Kilometer lange Strecke bedient die Bezirke (ku) Adachi, Arakawa, Bunkyō, Chiyoda, Minato und Shibuya. (Ein kurzer Tunnelabschnitt ohne Bahnhof führt auch durch den Bezirk Taitō.) Zwischen Ayase und Kita-Ayase pendelt ein Zubringerzug; dieser Streckenabschnitt ist weitere 2,1 km lang.
Das erste Teilstück der Strecke wurde am 20. Dezember 1969 zwischen Kita-Senjū and Ōtemachi eröffnet. Am 10. Oktober 1972 war die Linie mit dem Anschluss an Yoyogi-Kōen nahezu fertiggestellt. Ein nur 1 km Abschnitt zwischen diesem Bahnhof und Yoyogi-Uehara wurde jedoch erst am 31. März 1978 vollendet. Die Zweiglinie nach Kita-Ayase wurde am 20. Dezember 1979 eröffnet.
Züge der Chiyoda-Linie verkehren im wechselseitigen Betrieb mit der JR Jōban-Linie ab dem Bahnhof Ayase im Nordosten und mit den Odawara- und Tama-Linien der Odakyū Dentetsu ab Yoyogi-Uehara im Südwesten Tokios. Die Triebzüge der Baureihe E233-2000 von JR East wurden speziell für die Chiyoda-Linie mit kleinerem Profil konstruiert.
Seit dem 15. Mai 2006 werden zwischen Toride an der Jōban-Linie und Yoyogi-Uehara in den frühen Morgenstunden spezielle Waggons nur für Frauen eingesetzt.

## Fahrzeuge

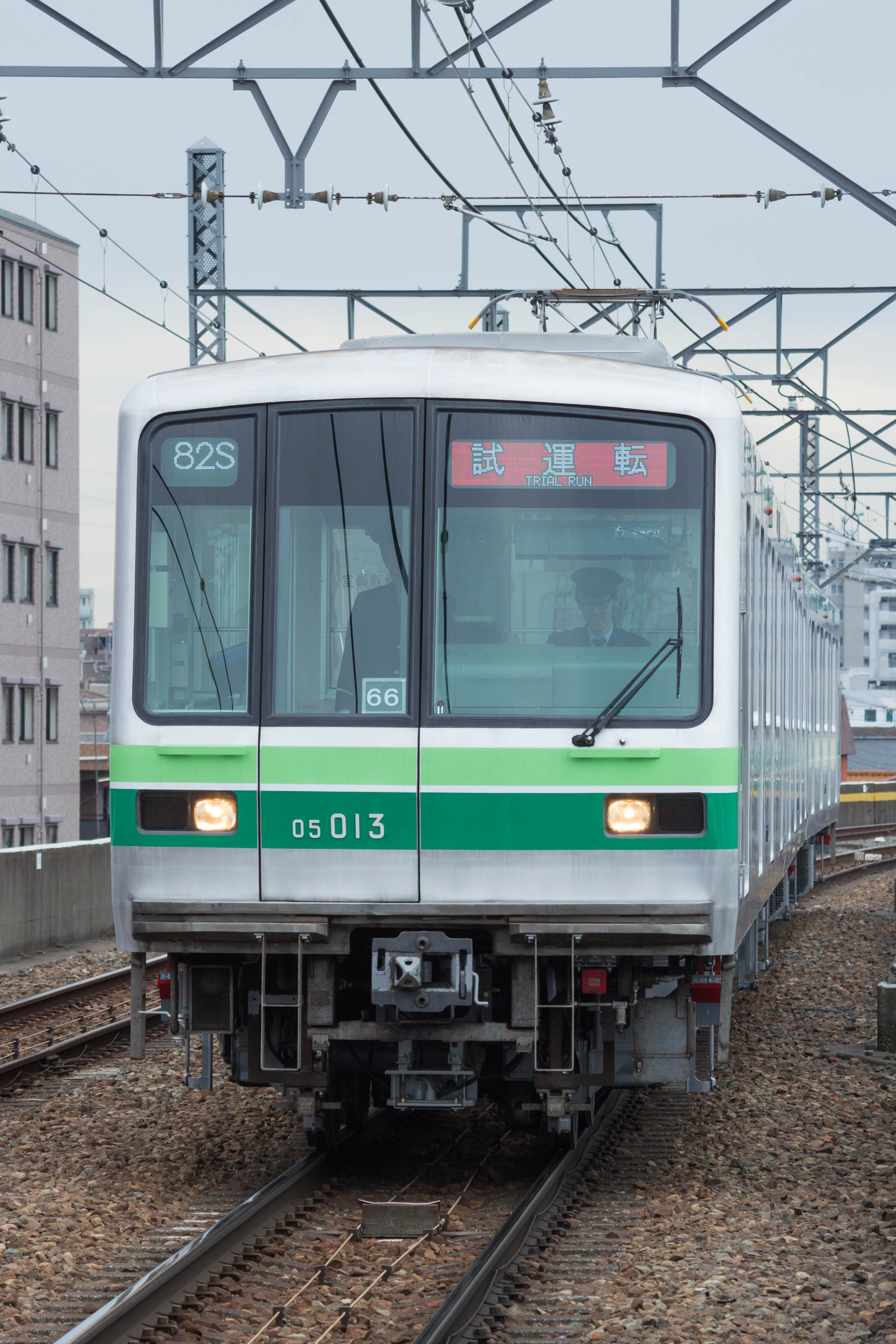
Serie 05 für den Shuttleverkehr

Auf der Chiyoda-Linie werden 200 Meter lange Zehnwagenzüge von Tokyo Metro, Odakyu und JR East eingesetzt. Tokyo Metro stellt 37 Züge der Serie 16000. Für den Shuttleverkehr zwischen Kita-Ayase und Ayase sind vier Dreiwagenzüge der Serie 05 im Bestand.

## Stationen
| Nr.  | Bahnhofsname     | Umsteigemöglichkeiten |
| ---- | ---------------- | --- |
| C-20 | Kita-Ayase       | |
| C-19 | Ayase            | Jōban-Linie: Schnellzüge |
| C-18 | Kita-Senjū       | Tōkyō Metro: Hibiya-Linie, Jōban-Linie; Tōbu: Isesaki-Linie, Tsukuba-Express                                                           |
| C-17 | Machiya          | Toden-Arakawa-Linie (Machiya-eki-mae), Keisei-Hauptlinie                                                                               |
| C-16 | Nishi-Nippori    | Yamanote-Linie, Keihin-Tōhoku-Linie |
| C-15 | Sendagi          | |
| C-14 | Nezu             | |
| C-13 | Yushima          | |
| C-12 | Shin-Ochanomizu  | Ogawamachi: Toei: Shinjuku-Linie Awajichō: Tōkyō Metro: Marunouchi-Linie Ochanomizu: Chūō-Sōbu-Linie, Chūō-Hauptlinie, Sōbu-Hauptlinie |
| C-11 | Ōtemachi         | Tōkyō Metro: Hanzōmon-Linie, Marunouchi-Linie; Toei: Mita-Linie; Tōkyō Metro: Tōzai-Linie                                              |
| C-10 | Nijūbashimae     | |
| C-9  | Hibiya           | Tōkyō Metro: Hibiya-Linie, Toei: Mita-Linie Yūrakuchō: Yamanote-Linie, Keihin-Tōhoku-Linie, Yūrakuchō-Linie                            |
| C-8  | Kasumigaseki     | Tokyo Metro: Hibiya-Linie, Marunouchi-Linie                                                                                            |
| C-7  | Kokkai-gijidōmae | Tōkyō Metro: Marunouchi-Linie In Tameike-sannō: Tōkyō Metro: Namboku-Linie, Ginza-Linie                                                |
| C-6  | Akasaka          | |
| C-5  | Nogizaka         | |
| C-4  | Omotesandō       | Tōkyō Metro: Ginza-Linie, Hanzomon-Linie                                                                                               |
| C-3  | Meiji-jingūmae   | Harajuku: Yamanote-Linie |
| C-2  | Yoyogi-kōen      | |
| C-1  | Yoyogi-Uehara    | Odakyū Odawara-Linie: Schnellzüge |